# Oligoryzomys delticola
Oligoryzomys delticola är en däggdjursart som först beskrevs av Thomas 1917.  Oligoryzomys delticola ingår i släktet Oligoryzomys och familjen hamsterartade gnagare. IUCN kategoriserar arten globalt som livskraftig. Inga underarter finns listade i Catalogue of Life.
Denna gnagare förekommer i sydöstra Brasilien, Uruguay och nordöstra Argentina. Den lever i kulliga landskap med varierande växtlighet. Honor föder under våren och hösten en kull med 2 till 4 ungar.